# کاستل‌نوئوو رانگونه
کاستلنووو رانگونهه (به ایتالیایی: Castelnuovo Rangone) یک کومونه در ایتالیا است که در استان مودنا واقع شده‌است.

## خصوصیات
کاستلنووو رانگونهه ۲۲٫۶۱ کیلومترمربع مساحت و ۱۳٬۸۵۶ نفر جمعیت دارد و ۷۶ متر بالاتر از سطح دریا واقع شده‌است.

## خواهرخوانده
شهر Suhr خواهرخواندهٔ کاستلنووو رانگونهه هست.